# Arthur Berry
Arthur Berry (ur. 3 stycznia 1888 w Liverpoolu, zm. 15 marca 1953 tamże) – angielski piłkarz amator grający na pozycji bramkarza. Był złotym medalistą letnich igrzyskach olimpijskich w Londynie i letnich igrzyskach olimpijskich w Sztokholmie.